# 維吉尼亞 (內布拉斯加州)
維吉尼亞（英語：Virginia）是位於美國內布拉斯加州蓋奇縣的村。

## 人口
根據2020年美國人口普查的數據，維吉尼亞的面積為0.26平方千米，皆為陸地。當地共有人口74人，而人口密度為每平方千米285人。